# Pirólise
Pirólise - (do Grego pyr, pyrós = fogo + lýsis = dissolução) - Em sentido estrito é uma reação de análise ou decomposição que ocorre pela ação de altas temperaturas. Ocorre uma ruptura da estrutura molecular original de um determinado composto pela ação do calor em um ambiente com pouco ou nenhum oxigênio.
Entretanto, em sentido amplo, conceitua-se como pirólise todo e qualquer processo de decomposição ou de alteração da composição de um composto ou mistura pela ação de calor, nas condições acima descritas, como por exemplo a carbonização. Excetua-se talvez, as reações térmicas executadas em presença de catalisador, quando segundo certos autores, seriam melhor definidas como reações de reforma catalítica ou "cracking" catalítico.
Este sistema é bastante utilizado pela indústria petroquímica e na fabricação de fibra de carbono.
Outra aplicação da pirólise se dá no tratamento do lixo. O processo é auto-sustentável sob o ponto de vista energético, pois, a decomposição química pelo calor na ausência de oxigênio, produz mais energia do que consome.
O reator pirolítico para tratamento do lixo funciona com qualquer produto, desde o lixo doméstico até resíduos industriais e plásticos que inicialmente são triturados depois de ser previamente selecionados.
Através deste processo, são produzidos biocombustíveis.
Após a seleção e trituração, o material segue ao reator pirolítico onde ocorre uma reação endotérmica e as conseqüentes separações dos subprodutos.

## Galeria

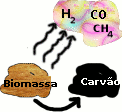
Exemplo de reação de pirólise que resulta em três subprodutos: carvão ativado, Bio-óleo/Betume e Gás combustível.
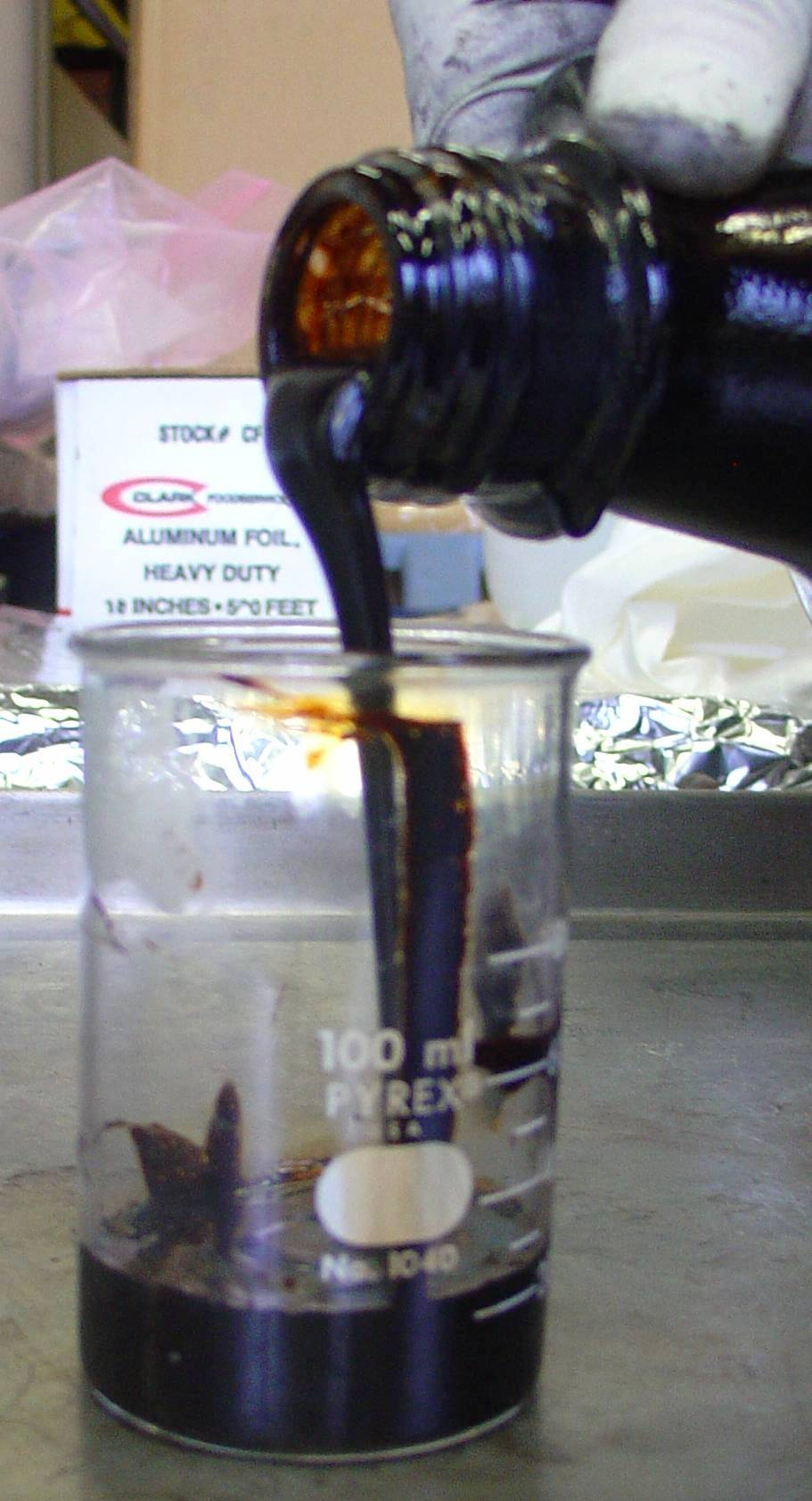
Bio-óleo obtido através do processo de pirólise.